# .gb
.gb – krajowa domena internetowa najwyższego poziomu przypisana do Wielkiej Brytanii, jednak kraj ten używa domeny .uk. Domena jest administrowana przez JANET(UK).
Standardową zasadą w DNS jest, że krajowe domeny najwyższego poziomu mają taki zapis jak kod kraju w standardzie ISO 3166-1. Zgodnie z tą zasadą Zjednoczone Królestwo Wielkiej Brytanii i Irlandii Północnej ma kod GB i .gb powinna być krajową domeną najwyższego poziomu dla Wielkiej Brytanii. Jednak GB jest powszechnie używanym skrótem słów Great Britain (ang. Wielka Brytania), które to formalnie rzecz ujmując nie są tym samym co Zjednoczone Królestwo Wielkiej Brytanii i Irlandii Północnej (Wielka Brytania nie obejmuje Irlandii Północnej). Również w istniejącym przed erą Internetu JANET Name Registration Scheme kodem kraju Zjednoczonego Królestwa Wielkiej Brytanii i Irlandii Północnej było UK. W związku z powyższym Jon Postel, jeden z ojców Internetu, wystąpił do IANA o przyznanie domeny .uk dla Zjednoczonego Królestwa (od ang. United Kingdom). Prośba ta została rozpatrzona pozytywnie i obecnie używana jest domena .uk, a domena .gb nie jest wykorzystywana.